# Thomas Coughlan
Thomas Coughlan (ur. 9 kwietnia 1934 w Mosgiel, zm. 9 listopada 2017 w Christchurch) – nowozelandzki rugbysta występujący na pozycji rwacza, reprezentant kraju.

## Życiorys
Uczęszczał do St Kevin's College w Oamaru. Związany był z klubem Temuka RFC. Jako osiemnastolatek został wybrany do regionalnej drużyny South Canterbury i do roku 1960 rozegrał w jej barwach 76 spotkań oraz dodatkowo pięć w ramach wspólnego zespołu regionów South Canterbury-North Otago-Mid Canterbury, w tym przeciwko Wallabies, Springboks oraz British and Irish Lions podczas ich tournée w Tournée British and Irish Lions 1959. W 1961 roku pięć razy zagrał dla King Country
Pomiędzy 1953 a 1961 rokiem czternaście razy pojawiał się na sprawdzianach nowozelandzkiej kadry, a swój jedyny testmecz rozegrał przeciwko Australii w roku 1958. Dodatkowo czterokrotnie reprezentował także Wyspę Południową.
W latach 1973–1974 znajdował się w panelu selekcjonerów regionu Mid Canterbury.
Żonaty z Jane – farmaceutką i działaczką lokalnego samorządu, dzieci Bridget, Tom, John i Johanna. Jego obaj synowie reprezentowali kraj w kategoriach juniorskich, zaś brat Frank i jego synowie występowali w regionalnych barwach, reprezentantami kraju byli także jego wuj Thomas Lynch oraz syn tegoż, także Thomas.